# Sporades (perifereiakí enótita)
Sporades är en grekisk regiondel (perifereiakí enótita) bildad 2011 när prefekturen Nomós Magnisías delades i regiondelarna Magnesien och Sporades. Den ligger i regionen Thessalien. 
Regiondelen är uppdelad i tre kommunner.
- Dimos Alonnisos
- Dimos Skiathos
- Dimos Skopelos